# Euonymus assamicus
Euonymus assamicus е вид растение от семейство Чашкодрянови (Celastraceae).

## Разпространение
Видът е ендемичен за Асам.